# Directif
Ne doit pas être confondu avec Direct (cas).
En linguistique, le directif est un cas grammatical indiquant un changement de lieu.
Par exemple, en allemand, les prépositions mixtes sont suivies de l'accusatif si elles sont suivies d'un complément au directif : Ich gehe in den Raum (Je vais dans la pièce).